# Chanijský autonomní okres Mo-ťiang
Chanijský autonomní okres Mo-ťiang (čínsky v českém přepisu Mo-ťiang Cha-ni-cu C’-č’-sien, pchin-jinem Mòjiāng Hānízú Zìzhìxiàn, znaky zjednodušené 墨江哈尼族自治县, tradiční 墨江哈尼族自治縣) je autonomní okres národnostní menšiny Chaniů spadající pod městskou prefekturu Pchu-er v provincii Jün-nan v Čínské lidové republice. Má rozlohu 5459 čtverečních kilometrů.
K roku 2004 v něm žilo zhruba 350 tisíc obyvatel, z toho přibližně 210 tisíc Chaniů, podle kterých je pojmenován.